# Liste von Kirchengebäuden im Landkreis Potsdam-Mittelmark
Die Liste der Kirchengebäude im Landkreis Potsdam-Mittelmark gibt eine vollständige Übersicht der im Landkreis Potsdam-Mittelmark im Südwesten des Landes Brandenburg vorhandenen Gotteshäuser mit ihrem Status, Adresse, Koordinaten und einer Ansicht (Stand Februar 2025).

## Liste
| Ort                          | Bezeichnung                                 | Lage                                                                           | Nutzung                                           | Außenansicht    | Innenansicht   | Denkmal-ID | Wikidata-Eintrag |
| ---------------------------- | ------------------------------------------- | ------------------------------------------------------------------------------ | ------------------------------------------------- | --------------- | -------------- | ---------- | ---------------- |
| Alt Bork                     | Dorfkirche Alt Bork                         | Linthe OT: Alt Bork Alt Bork 35 (Lage)                                         | evangelisch                                       | weitere Bilder  | Innenansichten | 09190714   | Q28920784        |
| Altbensdorf                  | Dorfkirche Altbensdorf                      | Bensdorf OT: Altbensdorf Lindenstraße 28 (Lage)                                | evangelisch                                       | weitere Bilder  | Innenansichten | 09190803   | Q20829605        |
| Bad Belzig                   | Gertraudenkapelle Bad Belzig                | Bad Belzig OT: Bad Belzig Straße der Einheit 70 (Lage)                         | evangelisch                                       | weitere Bilder  |                | 09190048   | Q22999950        |
| Bad Belzig                   | St. Briccius-Kirche Bad Belzig              | Bad Belzig OT: Bad Belzig Wittenberger Straße 16 (Lage)                        | evangelisch                                       | weitere Bilder  | Innenansichten | 09190043   | Q23005948        |
| Bad Belzig                   | St. Marien Belzig                           | Bad Belzig OT: Bad Belzig Kirchplatz (Lage)                                    | evangelisch                                       | weitere Bilder  | Innenansichten | 09190042   | Q23301701        |
| Bad Belzig                   | St. Bonifatius Belzig                       | Bad Belzig OT: Bad Belzig Brücker Landstraße 1 (Lage)                          | katholisch                                        | weitere Bilder  |                | 09190730   | Q116414670       |
| Bad Belzig                   | Neuapostolische Kirche Bad Belzig           | Bad Belzig OT: Bad Belzig Brücker Landstraße 3F (Lage)                         | neuapostolisch                                    | Bild gesucht BW |                |            | Q131785524       |
| Bad Belzig                   | Waldkapelle Bad Belzig                      | Bad Belzig OT: Bad Belzig Hermann-Lielje-Straße 2 (Lage)                       | profaniert                                        |                 |                |            | Q132560566       |
| Bagow                        | Dorfkirche Bagow                            | Päwesin OT: Bagow Bagower Dorfstraße 7 (Lage)                                  | evangelisch                                       | weitere Bilder  | weitere Bilder | 09190326   | Q47365369        |
| Baitz                        | Dorfkirche Baitz                            | Brück OT: Baitz Baitzer Bahnhofstraße 9 (Lage)                                 | evangelisch                                       | weitere Bilder  | Innenansichten | 09190681   | Q109365022       |
| Bardenitz                    | Dorfkirche Bardenitz                        | Treuenbrietzen OT: Bardenitz Bardenitzer Dorfstraße 12A (Lage)                 | evangelisch                                       | weitere Bilder  | weitere Bilder | 09190022   | Q18620541        |
| Beelitz                      | Stadtpfarrkirche St. Marien und St. Nikolai | Beelitz OT: Beelitz Kirchplatz 6 (Lage)                                        | evangelisch                                       | weitere Bilder  | Innenansichten | 09190025   | Q14912408        |
| Benken                       | Dorfkirche Benken                           | Wiesenburg/Mark OT: Benken Benkener Dorfstraße 5 (Lage)                        | evangelisch                                       | weitere Bilder  |                | 09190080   | Q62104520        |
| Bergholz                     | Dorfkirche Bergholz (Bad Belzig)            | Bad Belzig OT: Bergholz Am Wasserberg 4A (Lage)                                | evangelisch                                       | weitere Bilder  |                | 09190081   | Q86820899        |
| Bergholz-Rehbrücke           | Dorfkirche Bergholz-Rehbrücke               | Nuthetal OT: Bergholz-Rehbrücke Schlüterstraße 46 (Lage)                       | evangelisch                                       | weitere Bilder  |                | 09190082   | Q61386633        |
| Bliesendorf                  | Dorfkirche Bliesendorf                      | Werder (Havel) OT: Bliesendorf Bliesendorfer Dorfstraße 16a (Lage)             | evangelisch                                       | weitere Bilder  |                | 09191105   | Q61483632        |
| Bochow                       | Dorfkirche Bochow                           | Groß Kreutz (Havel) OT: Bochow Bochower Dorfstraße 51 (Lage)                   | evangelisch                                       | weitere Bilder  | Innenansichten | 09190087   | Q101849485       |
| Boecke                       | Dorfkirche Boecke                           | Wenzlow OT: Boecke Dorfstraße 25 (Lage)                                        | evangelisch                                       | weitere Bilder  |                | 09190088   | Q111051547       |
| Borkheide                    | Kirche Borkheide                            | Borkheide OT: Borkheide Kapellenweg 1 (Lage)                                   | evangelisch                                       | Bild gesucht BW |                |            | Q132682325       |
| Borkwalde                    | Waldkirche Borkwalde                        | Borkwalde OT: Borkwalde Beethovenstraße 11 (Lage)                              | evangelisch                                       | weitere Bilder  |                |            | Q132679189       |
| Borne                        | St.-Pankratius-Kirche Borne                 | Bad Belzig OT: Borne Alte Belziger Straße 54 (Lage)                            | evangelisch                                       | weitere Bilder  |                | 09190094   | Q85417371        |
| Brachwitz (Treuenbrietzen)   | Dorfkirche Brachwitz (Treuenbrietzen)       | Treuenbrietzen OT: Brachwitz (Treuenbrietzen) Brachwitzer Dorfstraße 63 (Lage) | evangelisch                                       | weitere Bilder  |                | 09190096   | Q50822874        |
| Brielow                      | Dorfkirche Brielow                          | Beetzsee OT: Brielow Hauptstraße 40 (Lage)                                     | evangelisch                                       | weitere Bilder  |                | 09190097   | Q15806361        |
| Briest                       | Dorfkirche Briest                           | Havelsee OT: Briest Parkstraße 1 (Lage)                                        | profaniert                                        | weitere Bilder  |                | 09190771   | Q15806362        |
| Brück                        | St. Lambertus (Brück)                       | Brück OT: Brück Mittelreihe 14 (Lage)                                          | evangelisch                                       | weitere Bilder  | Innenansichten | 09190100   | Q96240394        |
| Buchholz                     | Dorfkirche Buchholz (Beelitz)               | Beelitz OT: Buchholz Dorfstraße 18 (Lage)                                      | evangelisch                                       | weitere Bilder  |                | 09190110   | Q26128416        |
| Buchholz b. Niemegk          | Dorfkirche Buchholz                         | Rabenstein/Fläming OT: Buchholz b. Niemegk Dorfstraße 40 (Lage)                | evangelisch                                       | weitere Bilder  | Innenansichten | 09190866   | Q115645197       |
| Buckau                       | Dorfkirche Buckau                           | Buckautal OT: Buckau Buckauer Straße 9 (Lage)                                  | evangelisch                                       | weitere Bilder  | Innenansichten | 09190113   | Q19768267        |
| Butzow                       | Dorfkirche Butzow                           | Beetzseeheide OT: Butzow Butzower Dorfstraße 9 (Lage)                          | evangelisch                                       | weitere Bilder  |                | 09190117   | Q17319623        |
| Bücknitz                     | Dorfkirche Bücknitz                         | Ziesar OT: Bücknitz Alte Schulstraße/Fiener Straße (Lage)                      | evangelisch                                       | weitere Bilder  | Innenansichten | 09190114   | Q22811308        |
| Cammer                       | Dorfkirche Cammer                           | Planebruch OT: Cammer Hauptstraße 24 (Lage)                                    | evangelisch                                       | weitere Bilder  |                | 09190664   | Q96822672        |
| Caputh                       | Dorfkirche Caputh                           | Schwielowsee OT: Caputh Straße der Einheit 1 (Lage)                            | evangelisch                                       | weitere Bilder  | Innenansichten | 09190123   | Q50883228        |
| Dahlen (Gräben)              | Dorfkirche Dahlen                           | Gräben OT: Dahlen (Gräben) Dorfstraße 3 (Lage)                                 | evangelisch                                       | weitere Bilder  |                | 09190196   | Q59883863        |
| Dahnsdorf                    | Dorfkirche Dahnsdorf                        | Planetal OT: Dahnsdorf Hauptstraße 33 (Lage)                                   | evangelisch                                       | weitere Bilder  |                | 09190129   | Q44023865        |
| Damelang                     | Dorfkirche Damelang                         | Planebruch OT: Damelang Dorfstraße 6 (Lage)                                    | evangelisch                                       | weitere Bilder  |                | 09190729   | Q113535272       |
| Damsdorf (Kloster Lehnin)    | Dorfkirche Damsdorf                         | Kloster Lehnin OT: Damsdorf (Kloster Lehnin) Damsdorfer Hauptstraße 4 (Lage)   | evangelisch                                       | weitere Bilder  |                | 09190132   | Q83196266        |
| Dangelsdorf (Wüstung)        | Kirchenruine Dangelsdorf                    | Görzke OT: Dangelsdorf (Wüstung) Benkener Straße 13 (Lage)                     | Ruine                                             | weitere Bilder  |                | 09190180   | Q101579059       |
| Deetz (Groß Kreutz)          | Dorfkirche Deetz                            | Groß Kreutz (Havel) OT: Deetz (Groß Kreutz) Am Kirchplatz (Lage)               | evangelisch                                       | weitere Bilder  | Innenansichten | 09190133   | Q101849573       |
| Derwitz                      | Dorfkirche Derwitz                          | Werder (Havel) OT: Derwitz Derwitzer Dorfstraße 19A (Lage)                     | evangelisch                                       | weitere Bilder  |                | 09190134   | Q29650187        |
| Deutsch Bork                 | Dorfkirche Deutsch Bork                     | Linthe OT: Deutsch Bork Deutsch Bork 32 (Lage)                                 | evangelisch                                       | weitere Bilder  | Innenansichten | 09190722   | Q101849597       |
| Dippmannsdorf                | Dorfkirche Dippmannsdorf                    | Bad Belzig OT: Dippmannsdorf Waldfrieden 1 (Lage)                              | evangelisch                                       | weitere Bilder  |                | 09190138   | Q64830855        |
| Dretzen                      | Schul- und Bethaus Dretzen                  | Buckautal OT: Dretzen Dretzen 38 (Lage)                                        | evangelisch                                       | weitere Bilder  |                | 09190924   | Q131744354       |
| Elsholz                      | Dorfkirche Elsholz                          | Beelitz OT: Elsholz Elsholzer Dorfstraße 47A (Lage)                            | evangelisch                                       | weitere Bilder  | Innenansichten | 09190141   | Q20084347        |
| Emstal (Kloster Lehnin)      | Dorfkirche Emstal                           | Kloster Lehnin OT: Emstal (Kloster Lehnin) Emstaler Hauptstraße 5 (Lage)       | evangelisch                                       | weitere Bilder  |                | 09191021   | Q91231992        |
| Fahlhorst                    | Dorfkirche Fahlhorst                        | Nuthetal OT: Fahlhorst Dorfstraße 10 (Lage)                                    | evangelisch                                       | weitere Bilder  |                | 09190143   | Q1244264         |
| Feldheim                     | Dorfkirche Feldheim                         | Treuenbrietzen OT: Feldheim Lindenstraße 28a (Lage)                            | evangelisch                                       | weitere Bilder  |                | 09190151   | Q77235960        |
| Ferch                        | Fischerkirche Ferch                         | Schwielowsee OT: Ferch Beelitzer Straße 3 (Lage)                               | evangelisch                                       | weitere Bilder  | Innenansichten | 09190152   | Q101579069       |
| Fichtenwalde                 | Kirche Fichtenwalde                         | Beelitz OT: Fichtenwalde Berliner Allee 116 (Lage)                             | evangelisch                                       | weitere Bilder  |                |            | Q131745128       |
| Fohrde                       | Dorfkirche Fohrde                           | Havelsee OT: Fohrde Pritzerber Straße 73 (Lage)                                | evangelisch                                       | weitere Bilder  |                | 09190154   | Q15806373        |
| Fredersdorf (Bad Belzig)     | Dorfkirche Fredersdorf                      | Bad Belzig OT: Fredersdorf (Bad Belzig) Hauptstraße (Lage)                     | evangelisch                                       | weitere Bilder  |                | 09190159   | Q115644459       |
| Freienthal                   | Kirchen- und Schulhaus Freienthal           | Planebruch OT: Freienthal Freienthal 9 (Lage)                                  | evangelisch                                       | weitere Bilder  |                | 09190567   | Q113507851       |
| Fresdorf                     | Dorfkirche Fresdorf                         | Michendorf OT: Fresdorf Luckenwalder Straße 213 (Lage)                         | evangelisch                                       | weitere Bilder  |                | 09190161   | Q28527252        |
| Garrey                       | Dorfkirche Garrey                           | Rabenstein/Fläming OT: Garrey Dorfstraße 23 (Lage)                             | evangelisch                                       | weitere Bilder  |                | 09190162   | Q112129114       |
| Geltow                       | Dorfkirche Geltow                           | Schwielowsee OT: Geltow Am Wasser 52 (Lage)                                    | evangelisch                                       | weitere Bilder  |                | 09190631   | Q61507345        |
| Glienecke                    | Dorfkirche Glienecke                        | Ziesar OT: Glienecke Dorfstraße 43a (Lage)                                     | evangelisch                                       | weitere Bilder  | Innenansichten | 09190169   | Q86598098        |
| Glindow                      | Dorfkirche Glindow                          | Werder (Havel) OT: Glindow Dr.-Külz-Straße 121 (Lage)                          | evangelisch                                       | weitere Bilder  | Innenansichten | 09190170   | Q61146042        |
| Gollwitz                     | Dorfkirche Gollwitz                         | Rosenau OT: Gollwitz Gollwitzer Dorfstraße 1 (Lage)                            | evangelisch                                       | weitere Bilder  | Innenansichten | 09190486   | Q20827620        |
| Golzow, Mittelmark           | Dorfkirche Golzow (Mittelmark)              | Golzow, Mittelmark OT: Golzow, Mittelmark Hauptstraße 11 (Lage)                | evangelisch                                       | weitere Bilder  |                | 09190190   | Q64687667        |
| Gortz                        | Dorfkirche Gortz                            | Beetzseeheide OT: Gortz Gortzer Dorfstraße 51 (Lage)                           | evangelisch                                       | weitere Bilder  |                | 09190193   | Q15806378        |
| Grabow                       | Dorfkirche Grabow                           | Mühlenfließ OT: Grabow Am Park (Lage)                                          | evangelisch                                       | weitere Bilder  | Innenansichten | 09190218   | Q101848709       |
| Grebs                        | Dorfkirche Grebs                            | Kloster Lehnin OT: Grebs Dorfanger 15a (Lage)                                  | evangelisch                                       | weitere Bilder  |                | 09190199   | Q101849757       |
| Groß Briesen (Bad Belzig)    | Dorfkirche Groß Briesen bei Belzig          | Bad Belzig OT: Groß Briesen (Bad Belzig) Groß Briesener Hauptstraße 33a (Lage) | evangelisch                                       | weitere Bilder  |                | 09190200   | Q101579221       |
| Groß Kreutz Dorf             | Dorfkirche Groß Kreutz                      | Groß Kreutz (Havel) OT: Groß Kreutz Dorf Bahnhofstraße 20 (Lage)               | evangelisch                                       | weitere Bilder  |                | 09190203   | Q101849781       |
| Groß Marzehns                | Dorfkirche Groß Marzehns                    | Rabenstein/Fläming OT: Groß Marzehns Schulstraße 53 (Lage)                     | evangelisch                                       | weitere Bilder  | Innenansichten | 09190206   | Q116269930       |
| Grubo                        | Dorfkirche Grubo                            | Wiesenburg/Mark OT: Grubo Kirchplatz 11 (Lage)                                 | evangelisch                                       | weitere Bilder  | Innenansichten | 09190207   | Q62103686        |
| Gräben                       | Dorfkirche Gräben                           | Gräben OT: Gräben Hauptstraße 62 (Lage)                                        | evangelisch                                       | weitere Bilder  |                | 09190195   | Q52936160        |
| Grüningen                    | Dorfkirche Grüningen                        | Wenzlow OT: Grüningen Grüninger Dorfstraße 1 (Lage)                            | evangelisch                                       | weitere Bilder  |                | 09190488   | Q80686175        |
| Göhlsdorf                    | Dorfkirche Göhlsdorf                        | Kloster Lehnin OT: Göhlsdorf Kirchstraße 34 (Lage)                             | evangelisch                                       | weitere Bilder  |                | 09190173   | Q55771677        |
| Gömnigk                      | Dorfkirche Gömnigk                          | Brück OT: Gömnigk Dorfstraße 53 (Lage)                                         | evangelisch                                       | weitere Bilder  |                | 09190108   | Q131745265       |
| Görzke                       | Dorfkirche Görzke                           | Görzke OT: Görzke Kirchstraße 10 (Lage)                                        | evangelisch                                       | weitere Bilder  | Innenansichten | 09190175   | Q19758752        |
| Götz                         | Dorfkirche Götz                             | Groß Kreutz (Havel) OT: Götz Götzer Dorfstraße 37 (Lage)                       | evangelisch                                       | weitere Bilder  |                | 09190181   | Q101579111       |
| Güterfelde                   | Dorfkirche Güterfelde                       | Stahnsdorf OT: Güterfelde Kirchplatz 16 (Lage)                                 | evangelisch                                       | weitere Bilder  |                | 09190208   | Q19813357        |
| Haseloff (Mühlenfließ)       | Dorfkirche Haseloff                         | Mühlenfließ OT: Haseloff (Mühlenfließ) Hauptstraße (Lage)                      | evangelisch                                       | weitere Bilder  |                | 09190217   | Q83608063        |
| Hohenferchesar               | Dorfkirche Hohenferchesar                   | Havelsee OT: Hohenferchesar Alte Dammstraße 20A (Lage)                         | evangelisch                                       | weitere Bilder  | Innenansichten | 09190219   | Q15806386        |
| Hohenlobbese                 | Dorfkirche Hohenlobbese                     | Görzke OT: Hohenlobbese Dorfstraße 5 (Lage)                                    | evangelisch                                       | weitere Bilder  |                | 09190220   | Q111042846       |
| Hohenwerbig                  | Dorfkirche Hohenwerbig                      | Niemegk OT: Hohenwerbig Dorfstraße Hohenwerbig (Lage)                          | evangelisch                                       | weitere Bilder  |                | 09190323   | Q115645185       |
| Jeserig                      | St. Josef (Jeserig)                         | Groß Kreutz (Havel) OT: Jeserig Potsdamer Landstraße 21 (Lage)                 | katholisch                                        | weitere Bilder  |                | 09191020   | Q20536765        |
| Jeserig                      | Dorfkirche Jeserig                          | Groß Kreutz (Havel) OT: Jeserig Schulstraße 21 (Lage)                          | evangelisch                                       | weitere Bilder  |                | 09190224   | Q101579104       |
| Jeserig (Mühlenfließ)        | Dorfkirche Jeserig                          | Mühlenfließ OT: Jeserig (Mühlenfließ) Hauptstraße 5 (Lage)                     | evangelisch                                       | weitere Bilder  | Innenansichten | 09190311   | Q101848802       |
| Jeserig/Fläming              | Dorfkirche Jeserig/Fläming                  | Wiesenburg/Mark OT: Jeserig/Fläming Wiesenburger Straße 1 (Lage)               | evangelisch                                       | weitere Bilder  |                | 09190221   | Q98819786        |
| Kanin                        | Dorfkirche Kanin (Beelitz)                  | Beelitz OT: Kanin Dorfplatz 16a (Lage)                                         | evangelisch                                       | weitere Bilder  |                | 09190115   | Q47516139        |
| Kemnitz (Werder)             | Dorfkirche Kemnitz                          | Werder (Havel) OT: Kemnitz (Werder) Seestraße 7 (Lage)                         | evangelisch                                       | weitere Bilder  |                | 09190225   | Q55756509        |
| Ketzür                       | Dorfkirche Ketzür                           | Beetzseeheide OT: Ketzür Ketzürer Dorfstraße 31 (Lage)                         | evangelisch                                       | weitere Bilder  |                | 09190228   | Q15806390        |
| Klausdorf                    | Dorfkirche Klausdorf                        | Treuenbrietzen OT: Klausdorf Klausdorfer Dorfstraße 21A (Lage)                 | evangelisch                                       | weitere Bilder  |                | 09190772   | Q29350965        |
| Klein Briesen                | Dorfkirche Klein Briesen                    | Bad Belzig OT: Klein Briesen Klein Briesen 2 (Lage)                            | evangelisch                                       | weitere Bilder  |                | 09190201   | Q101579048       |
| Klein Glien                  | Dorfkirche Klein Glien                      | Bad Belzig OT: Klein Glien Klein Glien 10 (Lage)                               | evangelisch                                       | weitere Bilder  | Innenansichten | 09190215   | Q115484026       |
| Klein Marzehns               | Dorfkirche Klein Marzehns                   | Rabenstein/Fläming OT: Klein Marzehns Hauptstraße 17A (Lage)                   | evangelisch                                       | weitere Bilder  | Innenansichten | 09190246   | Q102064542       |
| Kleinmachnow                 | Dorfkirche Kleinmachnow                     | Kleinmachnow OT: Kleinmachnow Allee am Forsthaus 2 (Lage)                      | evangelisch                                       | weitere Bilder  | weitere Bilder | 09190231   | Q435519          |
| Kleinmachnow                 | St.-Thomas-Morus-Kirche Kleinmachnow        | Kleinmachnow OT: Kleinmachnow Hohe Kiefer 113 (Lage)                           | katholisch                                        | weitere Bilder  |                |            | Q106613593       |
| Klepzig                      | Dorfkirche Klepzig                          | Wiesenburg/Mark OT: Klepzig Klepziger Hauptstraße 8 (Lage)                     | evangelisch                                       | weitere Bilder  |                | 09190248   | Q105980738       |
| Kloster Lehnin               | Klosterkirche Lehnin                        | Kloster Lehnin OT: Kloster Lehnin Klosterkirchplatz 17 (Lage)                  | evangelisch                                       | weitere Bilder  | Innenansichten | 09191787   | Q115145485       |
| Kloster Lehnin               | Klosterkirche Lehnin                        | Kloster Lehnin OT: Kloster Lehnin Klosterkirchplatz 17 (Lage)                  | evangelisch                                       | weitere Bilder  | Innenansichten | 09191787   | Q115145485       |
| Kloster Lehnin               | Klosterkirche Lehnin                        | Kloster Lehnin OT: Kloster Lehnin Klosterkirchplatz 17 (Lage)                  | evangelisch                                       | weitere Bilder  | Innenansichten | 09191787   | Q115145485       |
| Krahne                       | Dorfkirche Krahne                           | Kloster Lehnin OT: Krahne Am Dorfanger 2 (Lage)                                | evangelisch                                       | weitere Bilder  |                | 09190249   | Q64692217        |
| Kranepuhl                    | Dorfkirche Kranepuhl                        | Planetal OT: Kranepuhl Belziger Straße 28 (Lage)                               | evangelisch                                       | weitere Bilder  |                | 09190251   | Q115253948       |
| Krielow                      | Dorfkirche Krielow                          | Groß Kreutz (Havel) OT: Krielow Lilienthalstraße 26 (Lage)                     | evangelisch                                       | weitere Bilder  |                | 09190252   | Q56810445        |
| Kuhlowitz                    | Dorfkirche Kuhlowitz                        | Bad Belzig OT: Kuhlowitz Kuhlowitzer Dorfstraße 7 (Lage)                       | evangelisch                                       | weitere Bilder  |                | 09190253   | Q100241850       |
| Köpernitz                    | Dorfkirche Köpernitz                        | Ziesar OT: Köpernitz Köpernitzer Dorfstraße 1A (Lage)                          | evangelisch                                       | weitere Bilder  |                | 09190736   | Q52589167        |
| Langerwisch                  | Dorfkirche Langerwisch                      | Michendorf OT: Langerwisch Peter-Huchel-Chaussee 141 (Lage)                    | evangelisch                                       | weitere Bilder  | Innenansichten | 09190255   | Q30310307        |
| Leest (Werder)               | Mormonenkirche Leest                        | Werder (Havel) OT: Leest (Werder) An der Wublitz 18A (Lage)                    | Kirche Jesu Christi der Heiligen der Letzten Tage | Bild gesucht BW |                |            | Q131747297       |
| Lehnsdorf                    | Dorfkirche Lehnsdorf                        | Wiesenburg/Mark OT: Lehnsdorf Lehnsdorf 45 (Lage)                              | evangelisch                                       | weitere Bilder  |                | 09190267   | Q101579070       |
| Linthe                       | Dorfkirche Linthe                           | Linthe OT: Linthe Chausseestraße 14 (Lage)                                     | evangelisch                                       | weitere Bilder  | Innenansichten | 09190268   | Q96480389        |
| Lobbese                      | Dorfkirche Lobbese                          | Treuenbrietzen OT: Lobbese Lobbeser Dorfstraße 55 (Lage)                       | evangelisch                                       | weitere Bilder  |                | 09190269   | Q98496655        |
| Locktow                      | Dorfkirche Locktow                          | Planetal OT: Locktow Hauptstraße 23A (Lage)                                    | evangelisch                                       | weitere Bilder  |                | 09190272   | Q115645122       |
| Lübnitz                      | Nikolauskirche Lübnitz                      | Bad Belzig OT: Lübnitz Dorfstraße 16 (Lage)                                    | evangelisch                                       | weitere Bilder  | Innenansichten | 09190274   | Q86047380        |
| Lühnsdorf                    | Dorfkirche Lühnsdorf                        | Niemegk OT: Lühnsdorf Dorfstraße Lühnsdorf 17 (Lage)                           | evangelisch                                       | weitere Bilder  | Innenansichten | 09190322   | Q115202885       |
| Lühsdorf                     | Dorfkirche Lühsdorf                         | Treuenbrietzen OT: Lühsdorf Dorfstraße 29 (Lage)                               | evangelisch                                       | weitere Bilder  |                | 09190727   | Q40864822        |
| Lünow                        | Dorfkirche Lünow                            | Roskow OT: Lünow Lünower Dorfstraße 26 (Lage)                                  | evangelisch                                       | weitere Bilder  | weitere Bilder | 09190276   | Q45829636        |
| Lüsse                        | Dorfkirche Lüsse                            | Bad Belzig OT: Lüsse Lüsse 8 (Lage)                                            | evangelisch                                       | weitere Bilder  |                | 09190278   | Q80673426        |
| Lütte                        | Dorfkirche Lütte                            | Bad Belzig OT: Lütte Am Lütter Bach 40 (Lage)                                  | evangelisch                                       | weitere Bilder  |                | 09190279   | Q93439756        |
| Marzahna                     | Kirche Marzahna                             | Treuenbrietzen OT: Marzahna Marzahnaer Winkel 1 (Lage)                         | evangelisch                                       | weitere Bilder  | Innenansichten | 09190284   | Q75866882        |
| Marzahne                     | Dorfkirche Marzahne                         | Havelsee OT: Marzahne Marzahner Straße 75 (Lage)                               | evangelisch                                       | weitere Bilder  | Innenansichten | 09190287   | Q15806407        |
| Medewitz (Wiesenburg/Mark)   | Dorfkirche Medewitz                         | Wiesenburg/Mark OT: Medewitz (Wiesenburg/Mark) Medewitzer Dorfstraße 26 (Lage) | evangelisch                                       | weitere Bilder  |                | 09190288   | Q55197670        |
| Meßdunk                      | Dorfkirche Meßdunk                          | Kloster Lehnin OT: Meßdunk Meßdunker Straße 1 (Lage)                           | profaniert                                        | weitere Bilder  |                | 09191615   | Q131746965       |
| Michelsdorf (Kloster Lehnin) | Dorfkirche Michelsdorf                      | Kloster Lehnin OT: Michelsdorf (Kloster Lehnin) Alte Dorfstraße 15 (Lage)      | evangelisch                                       | weitere Bilder  |                | 09190290   | Q94280512        |
| Michendorf                   | Dorfkirche Michendorf                       | Michendorf OT: Michendorf An der Kirche 1 (Lage)                               | evangelisch                                       | weitere Bilder  |                | 09190292   | Q1244524         |
| Michendorf                   | Neuapostolische Kirche Michendorf           | Michendorf OT: Michendorf Langerwischer Straße 2b (Lage)                       | neuapostolisch                                    | Bild gesucht BW |                |            | Q132174827       |
| Mörz                         | Dorfkirche Mörz                             | Planetal OT: Mörz Dorfstraße 15 (Lage)                                         | evangelisch                                       | weitere Bilder  |                | 09190296   | Q79929456        |
| Mützdorf                     | Dorfkirche Mützdorf                         | Wiesenburg/Mark OT: Mützdorf Mützdorf 31B (Lage)                               | evangelisch                                       | weitere Bilder  |                | 09190731   | Q111041048       |
| Nahmitz                      | Dorfkirche Nahmitz                          | Kloster Lehnin OT: Nahmitz Alte Göhlsdorfer Straße / Dorfstraße (Lage)         | evangelisch                                       | weitere Bilder  |                | 09190297   | Q116269937       |
| Neschholz                    | Dorfkirche Neschholz                        | Bad Belzig OT: Neschholz Neschholz 4 (Lage)                                    | evangelisch                                       | weitere Bilder  |                | 09190298   | Q84562099        |
| Netzen                       | Dorfkirche Netzen                           | Kloster Lehnin OT: Netzen Netzener Dorfstraße 12 (Lage)                        | evangelisch                                       | weitere Bilder  |                | 09190300   | Q116269976       |
| Neuehütten                   | Wüste Kirche Elsholz                        | Wiesenburg/Mark OT: Neuehütten (Lage)                                          | Ruine                                             | Bild gesucht BW |                | 09190301   | Q131747167       |
| Neuendorf                    | Dorfkirche Neuendorf                        | Rabenstein/Fläming OT: Neuendorf Wittenberger Straße 18a (Lage)                | evangelisch                                       | weitere Bilder  | Innenansichten | 09190303   | Q101849026       |
| Neuendorf                    | Dorfkirche Neuendorf                        | Brück OT: Neuendorf Alte Dorfstraße 9 (Lage)                                   | evangelisch                                       | weitere Bilder  |                | 09190302   | Q115645086       |
| Nichel                       | Dorfkirche Nichel                           | Mühlenfließ OT: Nichel Dorfstraße 6 (Lage)                                     | evangelisch                                       | weitere Bilder  |                | 09190617   | Q116269938       |
| Niebel (Treuenbrietzen)      | Dorfkirche Niebel                           | Treuenbrietzen OT: Niebel (Treuenbrietzen) Niebler Dorfstraße 31a (Lage)       | evangelisch                                       | weitere Bilder  |                | 09190779   | Q50509877        |
| Niederwerbig                 | Dorfkirche Niederwerbig                     | Mühlenfließ OT: Niederwerbig Dorfstraße 2B (Lage)                              | evangelisch                                       | weitere Bilder  | Innenansichten | 09190310   | Q108570719       |
| Niemegk                      | St. Johanniskirche Niemegk                  | Niemegk OT: Niemegk Kirchplatz (Lage)                                          | evangelisch                                       | weitere Bilder  | Innenansichten | 09190312   | Q73382845        |
| Nudow                        | Dorfkirche Nudow                            | Nuthetal OT: Nudow Nudower Dorfstraße 35 (Lage)                                | evangelisch                                       | weitere Bilder  | Innenansichten | 09190324   | Q1244567         |
| Pechüle                      | Dorfkirche Pechüle                          | Treuenbrietzen OT: Pechüle Pechüler Dorfstraße 30 (Lage)                       | evangelisch                                       | weitere Bilder  |                | 09190330   | Q16831107        |
| Pernitz                      | Dorfkirche Pernitz                          | Golzow, Mittelmark OT: Pernitz Brandenburger Straße 70 (Lage)                  | evangelisch                                       | weitere Bilder  |                | 09190192   | Q112226533       |
| Petzow                       | Kulturkirche Petzow                         | Werder (Havel) OT: Petzow Fercher Straße (Lage)                                | profaniert                                        | weitere Bilder  | Innenansichten | 09190520   | Q29937342        |
| Pflügkuff                    | Dorfkirche Pflügkuff                        | Treuenbrietzen OT: Pflügkuff Pflügkuffer Dorfstraße 17A (Lage)                 | evangelisch                                       | weitere Bilder  |                | 09190270   | Q101849058       |
| Philippsthal                 | Dorfkirche Philippsthal                     | Nuthetal OT: Philippsthal Philippsthaler Dorfstraße 30 (Lage)                  | evangelisch                                       | weitere Bilder  | Innenansichten | 09190986   | Q1244032         |
| Phöben                       | Dorfkirche Phöben                           | Werder (Havel) OT: Phöben An der Kirche (Lage)                                 | evangelisch                                       | weitere Bilder  |                | 09190335   | Q55740038        |
| Plessow                      | Dorfkirche Plessow                          | Werder (Havel) OT: Plessow Plessower Hauptstraße 11 (Lage)                     | evangelisch                                       | weitere Bilder  |                | 09190338   | Q56010821        |
| Plötzin                      | Dorfkirche Plötzin                          | Werder (Havel) OT: Plötzin Friedhofswinkel 2 (Lage)                            | evangelisch                                       | weitere Bilder  |                | 09190337   | Q55806833        |
| Preußnitz                    | Dorfkirche Preußnitz                        | Bad Belzig OT: Preußnitz Preußnitz 32 (Lage)                                   | evangelisch                                       | weitere Bilder  |                | 09190254   | Q83588316        |
| Pritzerbe                    | Stadtpfarrkirche St. Marien (Pritzerbe)     | Havelsee OT: Pritzerbe Marktstraße 6 (Lage)                                    | evangelisch                                       | weitere Bilder  |                | 09190340   | Q15848603        |
| Pritzerbe                    | Stadtpfarrkirche St. Marien (Pritzerbe)     | Havelsee OT: Pritzerbe Marktstraße 6 (Lage)                                    | evangelisch                                       | weitere Bilder  |                | 09190340   | Q15848603        |
| Prützke                      | Dorfkirche Prützke                          | Kloster Lehnin OT: Prützke Altes Dorf 37 (Lage)                                | evangelisch                                       | weitere Bilder  |                | 09190345   | Q117318989       |
| Päwesin Dorf                 | Dorfkirche Päwesin                          | Päwesin OT: Päwesin Dorf Kirchplatz 1 (Lage)                                   | evangelisch                                       | weitere Bilder  | Innenansichten | 09190325   | Q14907077        |
| Raben                        | Dorfkirche Raben                            | Rabenstein/Fläming OT: Raben Dorfstraße 20 (Lage)                              | evangelisch                                       | weitere Bilder  |                | 09190347   | Q82743167        |
| Radewege                     | Dorfkirche Radewege                         | Beetzsee OT: Radewege Dorfstraße 3 (Lage)                                      | evangelisch                                       | weitere Bilder  | Innenansichten | 09190350   | Q15806426        |
| Ragösen (Bad Belzig)         | Dorfkirche Ragösen                          | Bad Belzig OT: Ragösen (Bad Belzig) Ragösener Straße 23 (Lage)                 | evangelisch                                       | weitere Bilder  |                | 09190353   | Q94518803        |
| Reckahn                      | Dorf- und Schlosskirche Reckahn             | Kloster Lehnin OT: Reckahn Reckahner Dorfstraße 23 (Lage)                      | evangelisch                                       | weitere Bilder  | Innenansichten | 09190355   | Q1243927         |
| Reesdorf                     | Dorfkirche Reesdorf                         | Beelitz OT: Reesdorf Reesdorfer Dorfstraße 14 (Lage)                           | evangelisch                                       | weitere Bilder  | Innenansichten | 09190364   | Q28916760        |
| Reetz                        | Dorfkirche Reetz                            | Wiesenburg/Mark OT: Reetz Belziger Straße 1 (Lage)                             | evangelisch                                       | weitere Bilder  | Innenansichten | 09190365   | Q87683945        |
| Reppinichen                  | Dorfkirche Reppinichen                      | Wiesenburg/Mark OT: Reppinichen Dorfstraße 50 (Lage)                           | evangelisch                                       | weitere Bilder  | Innenansichten | 09190835   | Q51415717        |
| Rieben                       | Dorfkirche Rieben                           | Beelitz OT: Rieben Riebener Dorfstraße 18a (Lage)                              | evangelisch                                       | weitere Bilder  |                | 09190764   | Q20085341        |
| Rietz                        | Dorfkirche Rietz                            | Treuenbrietzen OT: Rietz Rietzer Dorfstraße 31 (Lage)                          | evangelisch                                       | weitere Bilder  |                | 09190680   | Q101849093       |
| Rietz                        | Dorfkirche Rietz                            | Kloster Lehnin OT: Rietz Rietzer Dorfstraße 14 (Lage)                          | evangelisch                                       | weitere Bilder  |                | 09190370   | Q101850200       |
| Riewend                      | Dorfkirche Riewend                          | Päwesin OT: Riewend Riewender Dorfstraße 17 (Lage)                             | evangelisch                                       | weitere Bilder  |                | 09190329   | Q47145989        |
| Rogäsen                      | Dorfkirche Rogäsen                          | Rosenau OT: Rogäsen Rogäsener Dorfstraße 2A (Lage)                             | evangelisch                                       | weitere Bilder  |                | 09190371   | Q20670413        |
| Roskow Dorf                  | Dorfkirche Roskow                           | Roskow OT: Roskow Dorf Dorfstraße 14 (Lage)                                    | evangelisch                                       | weitere Bilder  |                | 09190374   | Q46014270        |
| Rottstock                    | Dorfkirche Rottstock (Gräben)               | Gräben OT: Rottstock Dorfstraße 12 (Lage)                                      | evangelisch                                       | weitere Bilder  |                | 09190376   | Q29464439        |
| Rottstock (Brück)            | Dorfkirche Rottstock (Brück)                | Brück OT: Rottstock (Brück) Straße der Einheit (Lage)                          | evangelisch                                       | weitere Bilder  |                | 09190109   | Q23788283        |
| Ruhlsdorf                    | Dorfkirche Ruhlsdorf (Teltow)               | Teltow OT: Ruhlsdorf Dorfstraße 2 (Lage)                                       | evangelisch                                       | weitere Bilder  | Innenansichten | 09190426   | Q14906573        |
| Rädel                        | Dorfkirche Rädel                            | Kloster Lehnin OT: Rädel Hauptstraße 39 (Lage)                                 | evangelisch                                       | weitere Bilder  |                | 09190349   | Q109570879       |
| Rädigke                      | Dorfkirche Rädigke                          | Rabenstein/Fläming OT: Rädigke Hauptstraße 14a (Lage)                          | evangelisch                                       | weitere Bilder  |                | 09190352   | Q23005926        |
| Saarmund                     | Saarmunder Kirche                           | Nuthetal OT: Saarmund Mühlenstraße 27 (Lage)                                   | evangelisch                                       | weitere Bilder  | Innenansichten | 09190377   | Q2209273         |
| Salzbrunn                    | Dorfkirche Salzbrunn (Beelitz)              | Beelitz OT: Salzbrunn Am Salzbrunnen 19 (Lage)                                 | evangelisch                                       | weitere Bilder  |                | 09190762   | Q24090719        |
| Schenkenhorst                | Dorfkirche Schenkenhorst (Stahnsdorf)       | Stahnsdorf OT: Schenkenhorst Dorfstraße 16 (Lage)                              | evangelisch                                       | weitere Bilder  |                | 09190378   | Q40800618        |
| Schlalach                    | Dorfkirche Schlalach                        | Mühlenfließ OT: Schlalach Mittelstraße 20 (Lage)                               | evangelisch                                       | weitere Bilder  | Innenansichten | 09190381   | Q87917576        |
| Schlamau                     | Dorfkirche Schlamau                         | Wiesenburg/Mark OT: Schlamau Schlamau 22A (Lage)                               | evangelisch                                       | weitere Bilder  |                | 09190382   | Q101850267       |
| Schlunkendorf                | Dorfkirche Schlunkendorf                    | Beelitz OT: Schlunkendorf Schlunkendorfer Dorfstraße 18 (Lage)                 | evangelisch                                       | weitere Bilder  |                | 09190985   | Q20084324        |
| Schmergow                    | Dorfkirche Schmergow                        | Groß Kreutz (Havel) OT: Schmergow Schmiedegasse 6 (Lage)                       | evangelisch                                       | weitere Bilder  |                | 09190384   | Q101850273       |
| Schmerwitz                   | Gutskirche Schmerwitz                       | Wiesenburg/Mark OT: Schmerwitz Schmerwitz 8A (Lage)                            | profaniert                                        | weitere Bilder  |                | 09191950   | Q19760754        |
| Schmögelsdorf                | Dorfkirche Schmögelsdorf                    | Treuenbrietzen OT: Schmögelsdorf Schmögelsdorfer Ringstraße 16 (Lage)          | evangelisch                                       | weitere Bilder  |                | 09190767   | Q75872146        |
| Schwabeck                    | Dorfkirche Schwabeck                        | Treuenbrietzen OT: Schwabeck Alte Dorfstraße 37a (Lage)                        | evangelisch                                       | weitere Bilder  |                | 09191018   | Q75982870        |
| Schwanebeck                  | Dorfkirche Schwanebeck (Bad Belzig)         | Bad Belzig OT: Schwanebeck Am Bach 29a (Lage)                                  | evangelisch                                       | weitere Bilder  |                | 09190385   | Q87068888        |
| Schäpe                       | Dorfkirche Schäpe                           | Beelitz OT: Schäpe Schäpe 23 (Lage)                                            | evangelisch                                       | weitere Bilder  | Innenansichten | 09191000   | Q24083951        |
| Schönefeld                   | Dorfkirche Schönefeld                       | Beelitz OT: Schönefeld Schönefelder Dorfstraße 1B (Lage)                       | evangelisch                                       | weitere Bilder  |                | 09190041   | Q26268023        |
| Seddin                       | Dorfkirche Seddin                           | Seddiner See OT: Seddin Kirchplatz 3 (Lage)                                    | evangelisch                                       | weitere Bilder  | Innenansichten | 09190390   | Q40161071        |
| Sputendorf                   | Dorfkirche Sputendorf                       | Stahnsdorf OT: Sputendorf Wilhelm-Pieck-Straße 24b (Lage)                      | evangelisch                                       | weitere Bilder  |                | 09190394   | Q40864063        |
| Stahnsdorf Ort               | Dorfkirche Stahnsdorf                       | Stahnsdorf OT: Stahnsdorf Ort Dorfplatz 3 (Lage)                               | evangelisch                                       | weitere Bilder  |                | 09190395   | Q20190399        |
| Steinberg                    | Dorfkirche Steinberg                        | Buckautal OT: Steinberg Steinberg 27 (Lage)                                    | evangelisch                                       | weitere Bilder  |                | 09190725   | Q116269945       |
| Stücken                      | Dorfkirche Stücken                          | Michendorf OT: Stücken Stückener Dorfstraße 17 (Lage)                          | evangelisch                                       | weitere Bilder  |                | 09190583   | Q41375405        |
| Teltow                       | Stadtkirche St. Andreas Teltow              | Teltow OT: Teltow Breite Straße 19A (Lage)                                     | evangelisch                                       | weitere Bilder  |                | 09190402   | Q2317025         |
| Teltow                       | Siedlungskirche                             | Teltow OT: Teltow Mahlower Straße 150 (Lage)                                   | evangelisch                                       | weitere Bilder  |                | 09191554   | Q101584379       |
| Teltow                       | Sanctissima Eucharistia                     | Teltow OT: Teltow Ruhlsdorfer Straße 28 (Lage)                                 | katholisch                                        | weitere Bilder  |                | 09191061   | Q117673394       |
| Teltow                       | Neuapostolische Kirche Teltow               | Teltow OT: Teltow Beethovenstraße 14A (Lage)                                   | neuapostolisch                                    | Bild gesucht BW |                |            | Q132174948       |
| Trebitz                      | Dorfkirche Trebitz                          | Brück OT: Trebitz Hauptstraße 18 (Lage)                                        | evangelisch                                       | weitere Bilder  |                | 09190685   | Q117716821       |
| Trechwitz                    | Dorfkirche Trechwitz                        | Kloster Lehnin OT: Trechwitz Von-Knobelsdorff-Straße 7 (Lage)                  | evangelisch                                       | weitere Bilder  | Innenansichten | 09190431   | Q116269947       |
| Trechwitz                    | Dorfkirche Trechwitz                        | Kloster Lehnin OT: Trechwitz Von-Knobelsdorff-Straße 7 (Lage)                  | evangelisch                                       | weitere Bilder  | Innenansichten | 09190431   | Q116269947       |
| Treuenbrietzen               | St. Marien zu Treuenbrietzen                | Treuenbrietzen OT: Treuenbrietzen Marienkirchstraße (Lage)                     | evangelisch                                       | weitere Bilder  | Innenansichten | 09190432   | Q33926949        |
| Treuenbrietzen               | St. Nikolai Treuenbrietzen                  | Treuenbrietzen OT: Treuenbrietzen Neue Marktstraße 15 (Lage)                   | katholisch                                        | weitere Bilder  | Innenansichten | 09190433   | Q34417879        |
| Treuenbrietzen               | Heilig-Geist-Kapelle                        | Treuenbrietzen OT: Treuenbrietzen Großstraße 1A (Lage)                         | profaniert                                        | weitere Bilder  |                | 09190434   | Q101850807       |
| Töplitz                      | Dorfkirche Töplitz                          | Werder (Havel) OT: Töplitz An der Havel 67 (Lage)                              | evangelisch                                       | weitere Bilder  | Innenansichten | 09190428   | Q115524688       |
| Vehlen                       | Dorfkirche Vehlen                           | Bensdorf OT: Vehlen Bergstraße 34 (Lage)                                       | evangelisch                                       | weitere Bilder  | Innenansichten | 09190801   | Q23562567        |
| Viesen                       | Dorfkirche Viesen                           | Rosenau OT: Viesen Viesener Dorfstraße 67 (Lage)                               | evangelisch                                       | weitere Bilder  | Innenansichten | 09190481   | Q20679514        |
| Warchau                      | Dorfkirche Warchau                          | Rosenau OT: Warchau Warchauer Dorfstraße 21 (Lage)                             | evangelisch                                       | weitere Bilder  | Innenansichten | 09190482   | Q20812699        |
| Wenzlow                      | Dorfkirche Wenzlow                          | Wenzlow OT: Wenzlow Wenzlower Dorfstraße 18 (Lage)                             | evangelisch                                       | weitere Bilder  |                | 09190487   | Q111051515       |
| Werbig                       | Dorfkirche Werbig                           | Bad Belzig OT: Werbig Werbiger Dorfstraße 20 (Lage)                            | evangelisch                                       | weitere Bilder  |                | 09190489   | Q55189549        |
| Werder (Havel)               | Heilig-Geist-Kirche                         | Werder (Havel) OT: Werder (Havel) Kirchstraße (Lage)                           | evangelisch                                       | weitere Bilder  | weitere Bilder | 09190490   | Q16781958        |
| Werder (Havel)               | St. Maria Meeresstern                       | Werder (Havel) OT: Werder (Havel) Uferstraße 9 (Lage)                          | katholisch                                        | weitere Bilder  | Innenansichten | 09190919   | Q116269978       |
| Weseram                      | Dorfkirche Weseram                          | Roskow OT: Weseram Hauptstraße 17 (Lage)                                       | evangelisch                                       | weitere Bilder  |                | 09190523   | Q59271078        |
| Wiesenburg                   | St. Marien Kirche Wiesenburg                | Wiesenburg/Mark OT: Wiesenburg Kirchstraße (Lage)                              | evangelisch                                       | weitere Bilder  | Innenansichten | 09190524   | Q55130985        |
| Wildenbruch                  | Dorfkirche Wildenbruch                      | Michendorf OT: Wildenbruch Kunersdorfer Straße 14 (Lage)                       | evangelisch                                       | weitere Bilder  | Innenansichten | 09190538   | Q1244818         |
| Wilhelmshorst                | Kirche Wilhelmshorst                        | Michendorf OT: Wilhelmshorst Peter-Huchel-Chaussee 47 (Lage)                   | evangelisch                                       | weitere Bilder  |                | 09190773   | Q117077235       |
| Wittbrietzen                 | Dorfkirche Wittbrietzen                     | Beelitz OT: Wittbrietzen Wittbrietzener Dorfstraße 5B (Lage)                   | evangelisch                                       | weitere Bilder  |                | 09190541   | Q50878333        |
| Wollin                       | Dorfkirche Wollin (Fläming)                 | Wollin OT: Wollin Hauptstraße 68 (Lage)                                        | evangelisch                                       | weitere Bilder  |                | 09190542   | Q80686347        |
| Woltersdorf (Bensdorf)       | Dorfkirche Woltersdorf                      | Bensdorf OT: Woltersdorf (Bensdorf) Dorfstraße 15a (Lage)                      | evangelisch                                       | weitere Bilder  |                | 09190735   | Q23563591        |
| Wusterwitz                   | Dorfkirche Wusterwitz                       | Wusterwitz OT: Wusterwitz Ernst-Thälmann-Straße 72 (Lage)                      | evangelisch                                       | weitere Bilder  | Innenansichten | 09190544   | Q15806451        |
| Zauchwitz                    | Dorfkirche Zauchwitz                        | Beelitz OT: Zauchwitz Luckenwalder Straße 39 (Lage)                            | evangelisch                                       | weitere Bilder  |                | 09190549   | Q20064655        |
| Zeuden                       | Dorfkirche Zeuden                           | Treuenbrietzen OT: Zeuden Zeudener Dorfstraße 26 (Lage)                        | evangelisch                                       | weitere Bilder  |                | 09190271   | Q75876828        |
| Ziesar                       | St. Crucis Kirche Ziesar                    | Ziesar OT: Ziesar Breiter Weg 3 (Lage)                                         | evangelisch                                       | weitere Bilder  | Innenansichten | 09190550   | Q22668311        |
| Ziesar                       | Burgkapelle Ziesar                          | Ziesar OT: Ziesar Mühlentor (Lage)                                             | katholisch                                        | weitere Bilder  |                | 09190552   | Q120716857       |
| Ziezow                       | Dorfkirche Ziezow                           | Planetal OT: Ziezow Dorfstraße 7 (Lage)                                        | evangelisch                                       | weitere Bilder  |                | 09190273   | Q116269950       |
| Zitz                         | Dorfkirche Zitz                             | Rosenau OT: Zitz Zitzer Dorfstraße 47 (Lage)                                   | evangelisch                                       | weitere Bilder  | Innenansichten | 09190561   | Q20670408        |
| Zixdorf                      | Dorfkirche Zixdorf                          | Rabenstein/Fläming OT: Zixdorf Alte Dorfstraße 1A (Lage)                       | evangelisch                                       | weitere Bilder  |                | 09190163   | Q19758182        |